# 헤비 배럴
《헤비 배럴》(Heavy Barrel)은 데이터 이스트가 발매한 1987년 런 앤 건 아케이드 게임이다. 《이카리 워리어즈》처럼 로터리 조이스틱 장치를 사용해 이동과 방향 회전을 한 레버로 동시에 조작하는 것이 특징이다.
데이터 이스트가 직접 이식한 패밀리 컴퓨터이 발매됐고, 퀵실버 소프트웨어가 개발한 컴퓨터 버전이 애플 II 및 MS-DOS로 출시됐다.